# Eremo de La Lugareja
L'eremo de la Lugareja o chiesa di Santa María di Gómez Román è un eremo che si trova a 1,5 km a sud del comune di Arévalo, nella Provincia di Avila, in Spagna. È considerato uno dei più rinomati monumenti dell'arte mudéjar. Una sua maquette in scala si trova nel Parco tematico Mudéjar di Olmedo.
Costruito nel XII secolo, l'edificio attuale fu la testata del convento cistercense di Santa María de Gómez Román. Citato per la prima volta nell'aprile del 1179, fu abbandonato verso il 1240 dai suoi occupanti, dei canonici e consegnato alle monache dell'Ordine cistercense.
È dotato di un'abside tripla ornata da una serie di archi. Sulla crociera si erge una torre nolare, montata all'interno alla base di una cupola sopra pennacchi, decorata all'esterno da una serie di sette archi in mattoni per ogni facciata.
L'eremo è ora di proprietà privata e nel 1931 fu dichiarato monumento storico d'interesse nazionale.